# Guazapares
Guazapares è un comune del Messico, situato nello stato di Chihuahua.